# Marie-José Nat
Marie-José Nat (nascuda Marie-José Benhalassa, Bonifacio, Còrsega, 22 d'abril de 1940-París, 10 d'octubre de 2019) va ser una actriu de cinema i televisió francesa.

## Biografia
Va ser filla d'Abdelkader Benhalassa, cabilenc militar de carrera, i de Vincentine Biancarelli, una pastora corsa. De petita es va traslladar amb els seus pares a Ajaccio. Va començar la seva carrera com a model d'alta costura. El 1955 va guanyar la competició de la revista Femmes d'aujourd'hui en la qual esdevingué parella de Jean-Claude Pascal en una fotonovel·la titulada L'amour est un songe.
Denys de La Patellière li va oferir el seu primer paper protagonista el 1959 a Rue des prairies al costat de Jean Gabin, en el qual interpretava a la seva filla. L'any següent, va interpretar un esquetx de comèdia de René Clair amb Claude Rich i Yves Robert, i va obtenir un paper protagonista a La Vérité de Henri-Georges Clouzot, interpretant la rival de Brigitte Bardot amb Sami Frey.
El 1960 es va casar amb l'actor Roger Dumas i es divorciaren el 1962. El 1965 es va casar amb el director Michel Drach, amb qui va tenir tres fills i es va divorciar el 1981. Després va tenir una relació durant anys amb l'actor Victor Lanoux. El 30 de setembre de 2005 es va casar amb el pintor, escriptor i compositor de cançons Serge Rezvani.
Va protagonitzar nombroses pel·lícules del seu marit: Amélie ou le Temps d'aimer (1961), La Bonne Occase, Safari diamants,  Élise ou la vraie vie (1970), Les Violons du bal (1974) o Le Passé simple (1966) amb Jean Sorel, Jean-Louis Trintignant, Victor Lanoux i Bernadette Lafont.
El 2001, Nat va ser membre del jurat del 36è Festival Internacional de Cinema de Karlovy Vary i el 2010 del 24è Festival de Cinema de Cabourg. El 2006 va publicar la seva autobiografia Je n'ai pas oublié : récit Va morir a París de càncer als 79 anys.

## Teatre
- 1958: Virage dangereux de John Boynton Priestley, dirigit per Raymond Rouleau, Théâtre Michel
- 1959: Blaise de Claude Magnier, dirigit per Jacques Mauclair, Théâtre des Nouveautés
- 1966: Médor de Roger Vitrac, dirigit per Maurice Jacquemont, amb Bernard Noël, studio des Champs-Élysées
- 1984: Désiré de Sacha Guitry, dirigit per Jean-Claude Brialy, amb Jean-Claude Brialy i Bernadette Lafont, Théâtre Édouard VII
- 1985: Voisin voisine de Jerome Chodorov dirigit per Pierre Mondy, amb Victor Lanoux, Théâtre du Palais-Royal, i el 1986 a Théâtre Montansier
- 1990: Avec ou sans arbrese Jeannine Worms, dirigit per Albert-André Lheureux, amb Henri Garcin, Théâtre Hébertot

## Filmografia

### Cinema
- 1956: Crime et Châtiment de Georges Lampin: noia del ball
- 1956 : Club de femmes de Ralph Habib
- 1957: Donnez-moi ma chance de Léonide Moguy: Rosine
- 1958: Arènes joyeuses de Maurice de Canonge: Violette
- 1959: Rue des prairies de Denys de La Patellière: Odette Neveux
- 1959 : Vous n'avez rien à déclarer ? de Clément Duhour: Lise
- 1959 : Secret professionnel de Raoul André: Elvire
- 1960: Vive le duc ! : Cécile
- 1960 : La Française et l'Amour, secció : Le Mariage de René Clair: la promesa
- 1960 : La Vérité d'Henri-Georges Clouzot: Annie Marceau
- 1961: Amélie ou le Temps d'aimer de Michel Drach: Amélie
- 1961 : La Menace de Gérard Oury: Josépha
- 1962: Les Sept Péchés capitaux, esquetx : La Colère de Sylvain Dhomme, Max Douy i Eugène Ionesco: la noia
- 1962 : L'Éducation sentimentale d'Alexandre Astruc: Anne Arnoux
- 1964: La Vie conjugale, díptic d'André Cayatte: Françoise
  - Jean-Marc ou la Vie conjugale
  - Françoise ou la Vie conjugale
- 1965: Le Journal d'une femme en blanc de Claude Autant-Lara: Claude Sauvage
- 1965 : La Bonne Occase de Michel Drach: Béatrice
- 1966: Safari diamants de Michel Drach : Électre
- 1967: Dacii, de Sergiu Nicolaescu: la princesse dace
- 1969:  Élise ou la Vraie Vie de Michel Drach : Élise Le Tellier
- 1969 : Le Paria de Claude Carliez: Lucia
- 1969 : L'Opium et le Bâton d'Ahmed Rachedi: Farroudja
- 1972: Baraka à Beyrouth : Laure
- 1973: Kruiswegstraat 6 : Françoise Verbrugge
- 1973 : Les Violons du bal de Michel Drach : ella, esposa i mare de Michel
- 1974: Dis-moi que tu m'aimes de Michel Boisrond: Charlotte Le Royer
- 1977: Le Passé simple de Michel Drach : Cécile
- 1980: Anna de Marta Meszaros: Anna
- 1981: La disubbidienza, d'Aldo Lado: Mme Manzi
- 1981 : Litan de Jean-Pierre Mocky: Nora
- 1990: Rio Negro d'Atahualpa Lichy: Mme Ginette
- 1992: Le Nombril du monde d'Ariel Zeitoun: Oumi, la mère
- 1997: Train de vie de Radu Mihaileanu: Sura
- 1997 : La Nuit du destin d'Abdelkrim Bahloul: Mme Slimani
- 2003: Le Cadeau d'Elena de Frédéric Graziani: Elena

### Televisió

#### Telefilms
- 1959: La Nuit de Tom Brown de Claude Barma segons Nathaniel Hawthorne: Beth
- 1961: Le Mariage de Figaro de Marcel Bluwal: Chérubin
- 1963: Un coup dans l'aile de Claude Barma : Nicole
- 1968: Hélène ou la Joie de vivre de Claude Barma : Hermione
- 1972: La Lumière noire : Aurélia
- 1975: Les Rosenberg ne doivent pas mourir de Stellio Lorenzi i Alain Decaux: Ethel Rosenberg
- 1978: Le Vent sur la maison de Franck Apprederis: Christiane
- 1982: Fausses Notes de Peter Kassovitz: Marion Thoreau
- 1990: La mort a dit peut-être d'Alain Bonnot segonsPierre Boileau i Thomas Narcejac: Marianne
- 1998: Deux mamans pour Noël de Paul Gueu: Marie
- 2003: L'Année de mes sept ans : Alice
- 2004: Colette, une femme libre de Nadine Trintignant: Sido
- 2004: Ceux qui aiment ne meurent jamais de Christophe Malavoy: Éva
- 2006: L'Oncle de Russie de Francis Girod: Geneviève Ferrand
- 2015: Les Blessures de l'île d'Edwin Baily: Jeanne Gourvennec

#### Sèries de televisió
- 1972: Les Gens de Mogador de Robert Mazoyer: Julia Angellier
- 1988: Le Clan : Lucie Manotte
- 1990: Constance et Vicky : Anna Miller
- 1990 : Renseignements généraux : Isabelle Neuville
- 1996: Cancoon
- 1996: Terre indigo de Jean Sagols: Mathilde
- 1998: Les Marmottes : Françoise
- 1998: Pur Sang de Marco Pauly
- 2004: Ariane Ferry : Sabine Le Painsec

## Guardons i premis
- 1971: Premi d'interprestació femenina de l'Acadèmia Francesa de Cinema (Étoile de cristal) pel seu paper a Élise ou la Vraie Vie.[2]
- 1974: Premi del Festival de Canes a la millor actriu per Les Violons du bal.[2][8]
- 2004: Cavaller de la Legió d'Honor[9]
- 2011: Oficial de l'Orde Nacional del Mèrit[10]
- 2013: Comanador de l'Orde de les Arts i de les Lletres[2]